# Ngày mai trời lại sáng
Ngày mai trời lại sáng (再見艷陽天, Hán Việt: Tái kiến diễm dương thiên, tiếng Anh: The Good Old Days) là một loạt phim truyền hình dài 105 tập lấy đề tài tâm lý tình cảm và bối cảnh Trung Quốc trong giai đoạn Trung Hoa Dân Quốc (1912–1949) do hãng ATV phát sóng lần đầu tại Hồng Kông từ ngày 15 tháng 4 đến ngày 20 tháng 9 năm 1996. Được công chúng yêu thích, Ngày mai trời lại sáng sau đó đã được phát sóng tại các quốc gia khác, trong đó có Việt Nam. Năm 2015 sau khi đài ATV bị đóng cửa, loạt phim truyền hình này đã được đài TVB mua lại với giá 17 triệu đô la Hồng Kông.

## Nội dung
Lấy bối cảnh Trung Quốc trong giai đoạn Trung Hoa Dân Quốc (1912–1949) cũng như đề cập đến Thời đại quân phiệt và Chiến tranh thế giới thứ hai, Ngày mai trời lại sáng kể lại câu chuyện cuộc đời của ba nhân vật chính là Tạ Tú Xảo (Trần Tú Văn), Phương Hạ Sinh (Mã Cảnh Đào), và Trương Văn Phụng (Đặng Tụy Văn). Bộ phim bắt đầu tại một làng quê nghèo Trung Quốc giai đoạn thập niên 1920, nơi cô gái trẻ Tú Xảo vốn xuất thân nghèo khổ nên phải ở đợ cho nhà họ Phương vốn là địa chủ giàu có nhưng rồi lại được họ Phương yêu quý và quyết định gả cô cho con trai trưởng trong nhà là Phương Hạ Sinh. Tuy nhiên Hạ Sinh lúc này đang ở Quảng Châu lại đem lòng yêu mến Văn Phụng - một cô gái cũng xuất thân hết sức bất hạnh khỏi kiếp làm gái làng chơi. Hết sức tức giận vì cuộc hôn nhân sắp đặt trước nhưng cũng không thể chối từ vì phận làm con, Hạ Sinh đem nỗi bực tức đổ lên đầu Tú Xảo và vẫn tiếp tục mối tình với Văn Phụng.
Khi Tưởng Giới Thạch quyết định Bắc phạt để bình định tình trạng quân phiệt, Hạ Sinh đã bất chấp sự phản đối của cả gia đình, Tú Xảo, Văn Phụng để tình nguyện gia nhập quân đội Quốc Dân Đảng. Trong khi Hạ Sinh đang hành quân thì ở nhà cả Văn Phụng và Tú Xảo đều nhận ra họ đã mang thai của họ Phương. Để tránh mang tiếng là gái chưa có chồng lại mang chửa, Văn Phụng buộc phải chấp nhận danh phận vợ lẽ của Hạ Sinh và sự lạnh nhạt của cả gia đình nhà họ Phương, nhất là khi Tú Xảo đã bị sảy thai vì cố cứu Văn Phụng.
Tuy có những mâu thuẫn ban đầu, nhưng dần Tú Xảo và Văn Phụng đã trở nên gắn bó, nhất là khi gia đình họ Phương lâm vào cảnh táng gia bại sản và cả Tú Xảo và Văn Phụng buộc phải lên Quảng Châu tìm đường kinh doanh để nuôi sống cả gia đình lớn. Có được những thành công bước đầu trong nghiệp kinh doanh, nhưng Tú Xảo và Văn Phụng lại nghe tin sét đánh là Phương Hạ Sinh đã chết trên đường Bắc phạt. Nhưng nhiều năm sau đó, Hạ Sinh lại trở về với một người vợ mới là Đinh Mẫn (Thiệu Mỹ Kỳ) - cô y tá đã cứu sống anh sau khi bị thương và mất trí nhớ. Đối mặt với hoàn cảnh trớ trêu này, Văn Phụng quyết định ly dị để sống cùng Vi Thế Bang (Lâm Vỹ) - người mà cô đã nảy sinh tình cảm trong giai đoạn Hạ Sinh tưởng như đã tử trận.
Sau khi Phát xít Nhật đẩy lùi quân đội Quốc Dân Đảng để chiếm Quảng Châu, một phần nhà họ Phương buộc phải di tản sang Hồng Kông nhưng rồi lại phải quay về Quảng Châu vì chính Hồng Kông cũng bị quân đội Nhật tấn công. Trong thời gian này, Hạ Sinh phát hiện ra người bạn chiến đấu thời Bắc phạt của anh là Lạc Bình (Hoàng Trọng Côn) là một du kích hỗ trợ quân đội Quốc Dân Đảng đối phó với quân Nhật. Trong lúc đó, cả Văn Phụng và Thế Bang buộc phải cộng tác với quân Nhật nhưng vẫn âm thầm trợ giúp Lạc Bình, để rồi Thế Bang bị du kích ám sát mà không biết rằng anh là gián điệp hai mang cho cả phía Quốc Dân Đảng. Chính Hạ Sinh sau đó cũng bị quân Nhật bắt giam và kết án lao động khổ sai.
Sau khi quân đội Nhật thất bại, Văn Phụng và con gái đã quyết định di cư sang Hồng Kông để tránh cái tiếng cộng tác với quân Nhật. Người vợ thứ ba của Hạ Sinh là Đinh Mẫn cũng quyết định ly dị họ Phương để lập gia đình với Lạc Bình. Cuối cùng, người vợ đầu tiên Tú Xảo cũng là người cuối cùng ở lại với Hạ Sinh để rồi hai người tiếp tục sống hạnh phúc với nhau đến tận đầu bạc răng long.

## Sản xuất và phát hành
Phần lớn Ngày mai trời lại sáng được quan ở quận Đẩu Môn ở Chu Hải, Trung Quốc. Ban đầu hãng ATV chỉ dự định làm 40 tập của loạt phim này và kết thúc phim bằng việc Hạ Sinh chết trên chiến trường, nhưng vì tác phẩm được công chúng hết sức ái mộ với tỉ suất người xem cao kỷ lục cho nhà đài, ATV quyết định sửa kịch bản cho Hạ Sinh còn sống trở về và kéo dài loạt phim này lên tới 105 tập. Ngày mai trời lại sáng được yêu thích đến mức cặp đôi Trần Tú Văn - Mã Cảnh Đào chỉ một năm sau đó đã được chọn để đóng chung trong một loạt phim truyền hình dạng "hậu truyện" cũng trở nên ăn khách là Thiên trường địa cửu.
Sau khi hoàn thành, loạt phim này đã được ATV phát sóng trong khung giờ vàng của hãng (từ 22:00 đến 23:00) từ ngày 15 tháng 4 đến ngày 20 tháng 9 năm 1996 và phát lại vào các năm 2007, 2014. Năm 2015 sau khi ATV phá sản, bản quyền của Ngày mai trời lại sáng đã được hãng TVB mua lại. Sau khi phát sóng tại Hồng Kông, Ngày mai trời lại sáng đã được phát sóng ở các quốc gia trong khu vực như Đài Loan (EBC), Việt Nam (VTV, Đài Phát thanh - Truyền hình Hà Nội).